# Anaglyptus persicus
Anaglyptus persicus är en skalbaggsart som beskrevs av Maurice Pic 1906. Anaglyptus persicus ingår i släktet Anaglyptus och familjen långhorningar.
Artens utbredningsområde är Iran. Inga underarter finns listade i Catalogue of Life.